# Domenico Tardini
Domenico Tardini, italijanski rimskokatoliški duhovnik, škof in kardinal, * 29. februar 1888, Rim, † 30. julij 1961.

## Življenjepis
20. septembra 1912 je prejel duhovniško posvečenje.
16. decembra 1937 je postal tajnik v Rimski kuriji.
14. decembra 1958 je postal državni tajnik Rimske kurije. Naslednji dan je bil povzdignjen v kardinala in imenovan za kardinal-diakona S. Apollinare alle Terme Neroniane-Alessandrine. 27. decembra istega leta je prejel škofovsko posvečenje kot naslovni nadškof sirske Laodiceje.
Leta 1959 je odstopil z nadškofovskega položaja.